# Diocèse de Wheeling-Charleston
Le diocèse de Wheeling-Charleston (en latin : dioecesis Vhelingensis-Carolopolitana ; en anglais : Diocese of Wheeling-Charleston) est une église particulière de l'Église catholique aux États-Unis.

## Territoire

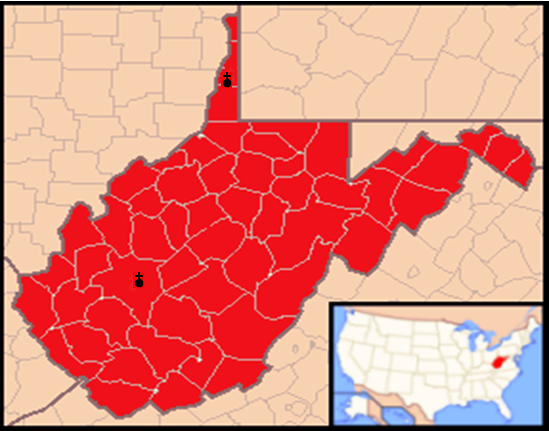
Territoire du diocèse.

Le diocèse couvre l'intégralité de l'état de Virginie-Occidentale. 

## Histoire
Le diocèse de Wheeling est érigé le 19 juillet 1850, par détachement de celui de Richmond.
Il change de dénomination le 21 août 1974, pour devenir le diocèse de Wheeling-Charleston.

## Évêques
- 23 juillet 1850 - † 7 juillet 1874 : Richard Whelan (Richard Vincent Whelan), évêque de Wheeling.
- 12 février 1875 - 21 mai 1893 : John Ier Kain (John Joseph Kain), évêque de Wheeling.
- 22 janvier 1894 - † 4 octobre 1922 : Patrick Donahue (Patrick James Donahue), évêque de Wheeling.
- 11 décembre 1922 - † 23 novembre 1962 : John II Swint (en) (John Joseph Swint), évêque de Wheeling, auparavant évêque titulaire de Sura (de).
- 23 novembre 1962 - † 27 janvier 1985 : Joseph Hodges (Joseph Howard Hodges), évêque de Wheeling, puis évêque de Wheeling-Charleston (21 août 1974).
- 4 juin 1985 - 6 décembre 1988 : Francis Schulte (Francis Bible Schulte)
- 29 mars 1989 - 9 décembre 2004 : Bernard Schmitt (Bernard William Schmitt)
- 9 décembre 2004 - 13 septembre 2018 : Michaël Bransfield (Michaël Joseph Bransfield)
  - 13 septembre 2018 - 23 juillet 2019 : William Lori, archevêque de Baltimore, administrateur apostolique
- depuis le 23 juillet 2019 : Mark Brennan (Mark Edward Brennan)